# Symfonie nr. 2 (Gade)
Niels Gade voltooide zijn Symfonie nr. 2 in 1843.
Na het succes van Gades eerste symfonie in Duitsland en dan met name Leipzig, kwam de tweede symfonie al snel. Binnen een jaar nadat de eerste was uitgevoerd verscheen de tweede al in de concertzaal van het Gewandhausorchester. En opnieuw groot succes bij het publiek. Men roemde Gade niet alleen als componist, maar ook als dirigent van in dit geval eigen werk op 18 januari 1844. Zijn succes als dirigent was zo groot, dat hij in 1847 Felix Mendelssohn opvolgde als vaste dirigent van dat symfonieorkest. Hij vervulde de functie niet lang, vlak daarna brak de Eerste Duits-Deense Oorlog uit en werd Gades positie onhoudbaar.
De tweede symfonie van Gade zou door de jaren heen samen met die eerste populair blijven. Sommige critici echter vonden de tweede al minder dan de eerste. Zij vonden de symfonie niets nieuws brengen. Robert Schumann vond het daarentegen een goed stuk. Gade kon het succes niet herhalen en wellicht dat die Eerste en Tweede Duits-Deense Oorlog daar een rol in heeft gespeeld. Die oorlogen strekten zich uit van 1848 tot 1864, toen Gade al aan zijn zevende werkte.
De symfonie bevat de traditionele vier delen:
1. Andantino quasi allegretto
2. Andante con moto
3. Scherzo: Molto allegro
4. Finale: Allegro energico

De symfonie werd vrijwel direct uitgegeven door de muziekuitgeverij Breitkopf & Härtel.
Gade schreef zijn tweede symfonie voor de toen gangbare bezetting:
- 2 dwarsfluiten, 2 hobo’s, 2 klarinetten, 2 fagotten
- 4 hoorns, 2 trompetten, 3 trombones
- pauken,  *violen, altviolen, celli, contrabassen

## Discografie
- Uitgave Chandos: Christopher Hogwood met het Deens Radio Symfonieorkest
- Uitgave Naxos: Michel Schønwandt met het Copenhagen Collegium Musicum
- Uitgave BIS Records: Neeme Järvi met het Stockholm Sinfonietta